# Elive
Elive – dystrybucja GNU/Linuksa typu Live CD oparta na Debianie, korzystająca z menedżera okien Enlightenment (stąd nazwa elive), zamiast popularnych KDE czy GNOME.
Elive z powodzeniem funkcjonuje jako Live CD, jednak zaleca się jego instalację na dysku twardym.
Oparta na Debianie dystrybucja prezentuje świetną obsługę wszelkich multimediów. Ponadto posiada dobrą obsługę urządzeń zewnętrznych, jak i bogatą bazę sterowników. Dystrybucja ta charakteryzuje się świetną responsywnością oraz szybkością działania, przy naprawdę małych wymaganiach sprzętowych. Szybkość pracy systemu można już zaobserwować przy starcie systemu z płyty w trybie Live CD.

## Cechy dystrybucji
Wersja Live CD jest zaprojektowana tak, aby działała zarówno na nowych, jak i na tych starszych komputerach z optymalną szybkością, stabilnością i by przy tym była użyteczna. Wszystkie elementy konfiguracji systemu zawarte są w sztandarowej aplikacji Elpanel, zaprojektowanej dla środowiska E17. Jest to w pełni graficzny konfigurator systemu, jak i środowiska graficznego, napisana jest w Edje.
Elive domyślnie używa IceWeasel jako przeglądarki internetowej oraz Icedove jako klienta pocztowego, opartego na źródłach Thunderbirda.
Elive oferuje całą gamę dostępnych multimediów. Obsługiwane formaty to:
- WMA, Real Media, MP3, WMV, MID, Ogg, AVI, MOV, WAV, QT, ASF, MPEG, SWF, AU, M3U, MP4, MPGA

Do obsługi powyższych plików mamy do dyspozycji programy takie jak:
- XMMS, Mplayer, Oxine, Stream Tuner, ReSound, GtkPod, GIMP, Blender

## Historia.
- 0.1: Pierwsze beta wydanie z nazwa Elive. Dystrybucja oparta na Knoppiksie. Niestabilna.
- 0.2: Główne błędy poprawione po zgłoszeniu ich przez użytkowników. Wciąż wydanie niestabilne.
- 0.3: Pierwsza stabilna wersja. System bazowy zmieniony z Knopiksa na Morphiksa.
- 0.4: Nazwa kodowa Serenity. Kolejna zmiana z Morphix na Debian Script Set (DSS).
- 0.4.2: Drugie wydanie Serenity, wraz z dodanymi sterownikami dla kart ATI.
- 0.5: Wydanie Elive Revolution. Heralded release of Elive Revolution.
- 0.6: Drugie wydanie Elive Revolution, nazwane Revolution +.
- 1.0: Wydanie stabilnej wersji o nazwie Elive Gem.
- 2.0: Drugie stabilne wydanie (data wydania: marzec 2010). Zmiany:
  - Zaktualizowanie wersji jądra.
  - Przejście na Debianie w wersji testowej (z Debiana Etch na Sid).
  - Zaktualizowanie aplikacji.
  - Zaktualizowanie środowiska Enlightenment 17.
  - Przejście z DSS na set skryptów zaprojektowany przez deweloperów Elive.
- 3.0: Trzecie wydanie (data wydania: wrzesień 2018), zmiany :
  - dystrybucja jest teraz darmowa
  - więcej możliwości personalizacji
  - większa wydajność
  - ulepszony wygląd interfejsu

## Wymagania sprzętowe
Minimalne wymagania dla uruchomienia Elive to:
- Procesor 100 MHz CPU
- 64 MB pamięci RAM
- 2,5 GB wolnego miejsca na dysku (dla pełnej instalacji oraz dla partycji wymiany /swap)
- Karta graficzna VGA z obsługą rozdzielczości 640x480
- CD-ROM

Wymagania minimalne zalecane do pracy z Elive:
- Procesor 300 MHz
- 128 MB pamięci RAM
- 2,5 GB wolnego miejsca na dysku (dla pełnej instalacji oraz dla partycji wymiany /swap)
- Karta graficzna VGA z obsługą rozdzielczości 640x480
- CD-ROM